# ポアンカレ・ホップの定理
数学において、ポアンカレ・ホップの定理(Poincaré–Hopf theorem)（ポアンカレ・ホップの指数公式、ポアンカレ・ホップの指数定理、あるいはホップの指数定理）は、微分トポロジーで用いられる重要な定理である。定理名はアンリ・ポアンカレ(Henri Poincaré）とハインツ・ホップ(Heinz Hopf)に因む。
ポアンカレ・ホップの定理は髪の毛定理(Hairy ball theorem)の特別な場合としてしばしば説明される。髪の毛の定理とは、湧出点も流入点もない滑らかなベクトル場は球面上に存在しないという定理である。

## 定理の内容
M を次元 n の微分可能多様体とし、v を M 上のベクトル場とする。x を v の孤立した零点とし、x 付近の局所座標を固定する。x に中心をもつ閉球体 D を、D の中で x が v の唯一の零点となるように取る。このとき x における v の指数 indexx(v) を、u(z)=v(z)/| v(z) | で与えられる D の境界から (n−1) 次元球面への写像 u:∂D→Sn-1 の次数として定義する。
定理： M をコンパクトで向き付けられた微分可能多様体とする。v は孤立零点のみをもつ M 上のベクトル場とする。M が境界を持つ場合は、v が境界上で外向きであることを仮定する。このとき、次の公式が成り立つ。
{\displaystyle \sum _{i}\operatorname {index} _{x_{i}}(v)=\chi (M)\ .}
ここで指数の和は v のすべての（孤立した）零点をわたる。{\displaystyle \chi (M)} は M のオイラー標数である。
この定理は、まず2次元の場合にアンリ・ポアンカレ(Henri Poincaré)が証明し、その後ハインツ・ホップ(Heinz Hopf)が高次元へ一般化した。

## 重要性
閉曲面のオイラー標数は純粋に位相幾何学的な概念であるが、一方でベクトル場の指数は純粋に解析的な概念である。従って、この定理は一見関連のなさそうな分野間の深い関係を与えている。証明に際して積分、特にストークスの定理が要となることも興味深いだろう。ストークスの定理とは、微分形式の外微分の積分が、その微分形式の境界上の積分に等しいという定理である。特に境界を持たない多様体上での積分は 0 になる。しかし湧出点や流入点の十分小さな近傍でベクトル場を解析すると、これらの点から積分結果に整数（指数として知られる）の寄与があることが分かる。よって、それら全ての和は 0 となる。この結果は、幾何的、解析的、および物理的な概念の間の深い関係性を示す一連の定理のなかで最も早期の定理のひとつと考えられる。これらの定理は、各分野での現代の研究において重要な役割を果たしている。

## 証明のスケッチ
1. ある高次元ユークリッド空間の中へ M を埋め込む。（ホイットニーの埋め込み定理(Whitney embedding theorem)を使う。）
2. ユークリッド空間中で M の小さな近傍 Nε を取る。この近傍にベクトル場を拡張し、同じ零点と同じ指数を持つようにする。加えて、拡張されたベクトル場がNε の境界上で外向きであることを確認する。
3. もとのベクトル場（および新しいベクトル場）の零点の指数の和は、Nε の境界から (n–1)-次元球面へのガウス写像(Gauss map)の次数に等しい。よって指数の和はベクトル場とは独立で、多様体 M のみに依存している。技術的には、ベクトル場のすべての零点をその小さな近傍とともに取り去った後、「n-次元多様体の境界から (n–1)-次元球面への写像の次数は、その写像がn-次元多様体全体に拡張できるとき、0 である」という事実を使う。
4. 最後に、この指数の和を M のオイラー標数と同定する。そのために、M の三角形分割(triangulation)を使って、指数の和がオイラー標数に等しいことが明らかなベクトル場をひとつ構成する。

## 一般化
孤立していない零点を持つベクトル場に対しても指数を定義できる。この指数の構成と、非孤立零点を持つベクトル場へのポアンカレ・ホップの定理の拡張については、(Brasselet, Seade & Suwa 2009)のSection 1.1.2に概要がある．